# Strkov (Planá nad Lužnicí)
Strkov (německy Sterkow) je velká vesnice, část města Planá nad Lužnicí v okrese Tábor v Jihočeském kraji. Leží na jihu města v mírném kopci. Z většiny je Strkov zastavěn rodinnými domky. Všechny místní části města se nachází v jediném katastrálním území Planá nad Lužnicí. V roce 2011 zde trvale žilo 805 obyvatel.

## Historie
První písemná zmínka o vesnici pochází z roku 1375. Jiné zdroje uvádějí, že již v letech 1370 je zmiňován Lev ze Strkova,. Ten byl zmíněn ještě v roce 1391. V roce 1383 je uváděn Vilém ze Strkova. Pečeť Beneše ze Strkova byla připojena v roce 1415 ke stížnému listu proti upálení Mistra Jana Husa. Dalším vlastníkem Strkova  byl Oldřich II. z Rožmberka. Ten jej prodal městu Tábor, které si v roce 1542 nechalo zapsat (vložit) Strkov (tvrz, dvůr a ves) do zemských desek. V letech 1548 až 1594 patřil Strkov opět Rožmberkům a v letech 1594 až 1656 opět městu Tábor. V roce 1656 byl Strkov koupen Kryštofem Karlem Přehořovským z Kvasejovic, který jej připojil k panství Želeč.  V roce 1903 si ve Strkově nechal postavit zámek, jako své letní sídlo, Otto Nepomuk z Harrachu.

## Obyvatelstvo
| Rok            | 1869 | 1880 | 1890 | 1900 | 1910 | 1921 | 1930 | 1950 | 1961 | 1970 | 1980 | 1991 | 2001 | 2011 | 2021  |
| -------------- | ---- | ---- | ---- | ---- | ---- | ---- | ---- | ---- | ---- | ---- | ---- | ---- | ---- | ---- | ----- |
| Počet obyvatel | 133  | 115  | 108  | 119  | 116  | 157  | 162  | 163  | 316  | 397  | 432  | 468  | 507  | 805  | 1 053 |
| Počet domů     | 11   | 11   | 12   | 12   | 20   | 20   | 28   | 60   | 60   | 89   | 109  | 138  | 156  | 269  | 341   |

## Pamětihodnosti
- Zámek Strkov, č.p. 1, na jihovýchodním okraji Strkova[8]
- Tři lípy a dub v zámeckém parku byly roku 1998[9] vyhlášeny památnými stromy jako Strkovské lípy a dub[10]
- Stavení č. p. 70 s hodinami ve štítě ve stylu selského baroka a korouhvičkou ve tvaru ryby

## Zajímavosti
- V létě 1913 pobýval na strkovském zámku Oskar Nedbal, který zde pracoval na dokončení své operety Vinobraní.[11]
- Některé zdroje uvádějí, že zámek Strkov mohl být inspirací pro popis zámku v románu Zámek od Franze Kafky,[11][12]
- Ve strkovské restauraci bývali hosty herci Josef Kemr a Rudolf Hrušínský.[13]
- Komín bývalé továrny je obýván čápy.

## Další fotografie

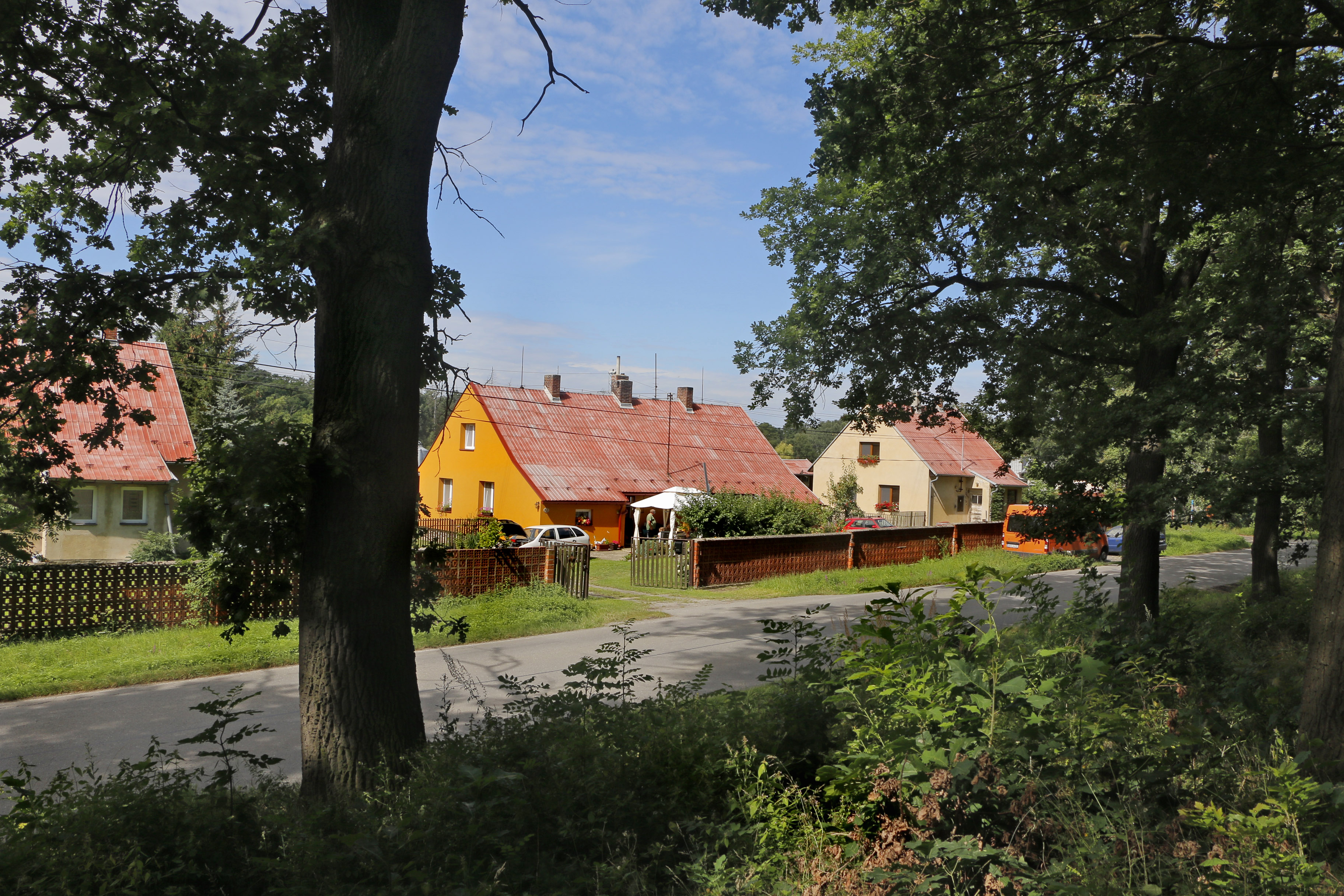
Strkovská ulice
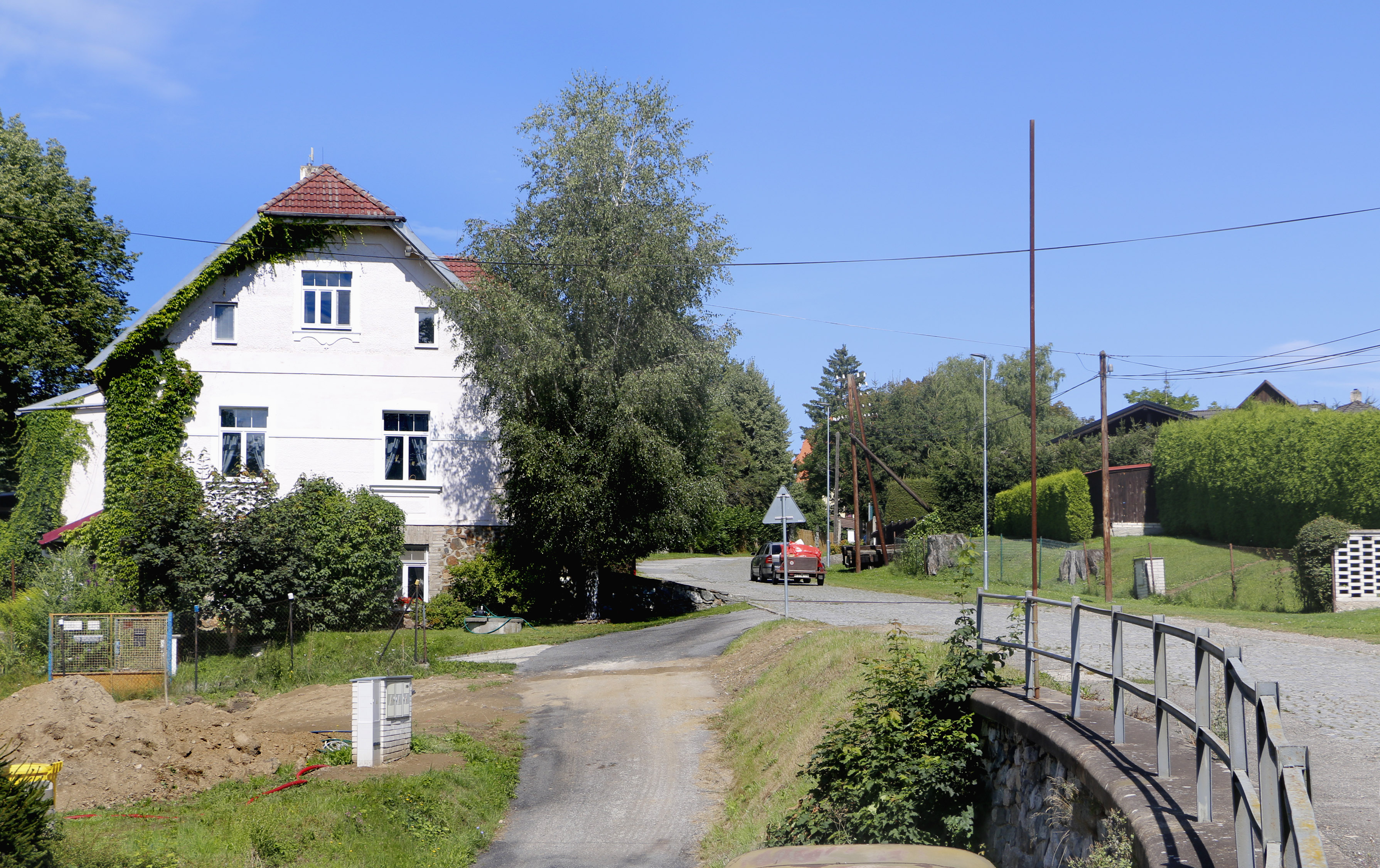
Ulice Nad Hejtmanem
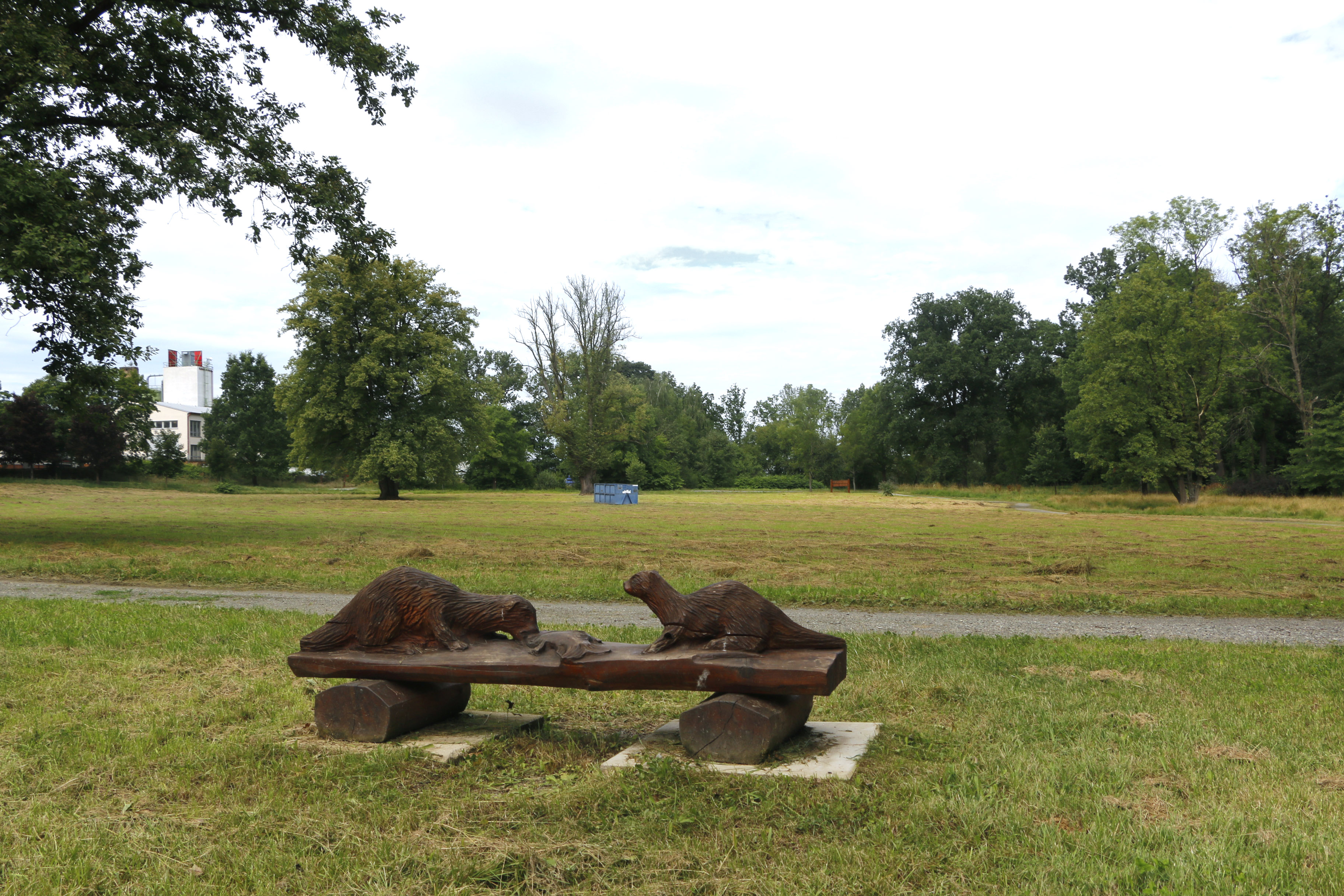
Zámecký park